# Saint-Marcel-lès-Annonay
Saint-Marcel-lès-Annonay is een gemeente in het Franse departement Ardèche (regio Auvergne-Rhône-Alpes). De plaats maakt deel uit van het arrondissement Tournon-sur-Rhône. Saint-Marcel-lès-Annonay telde op 1 januari 2022 1.378 inwoners.

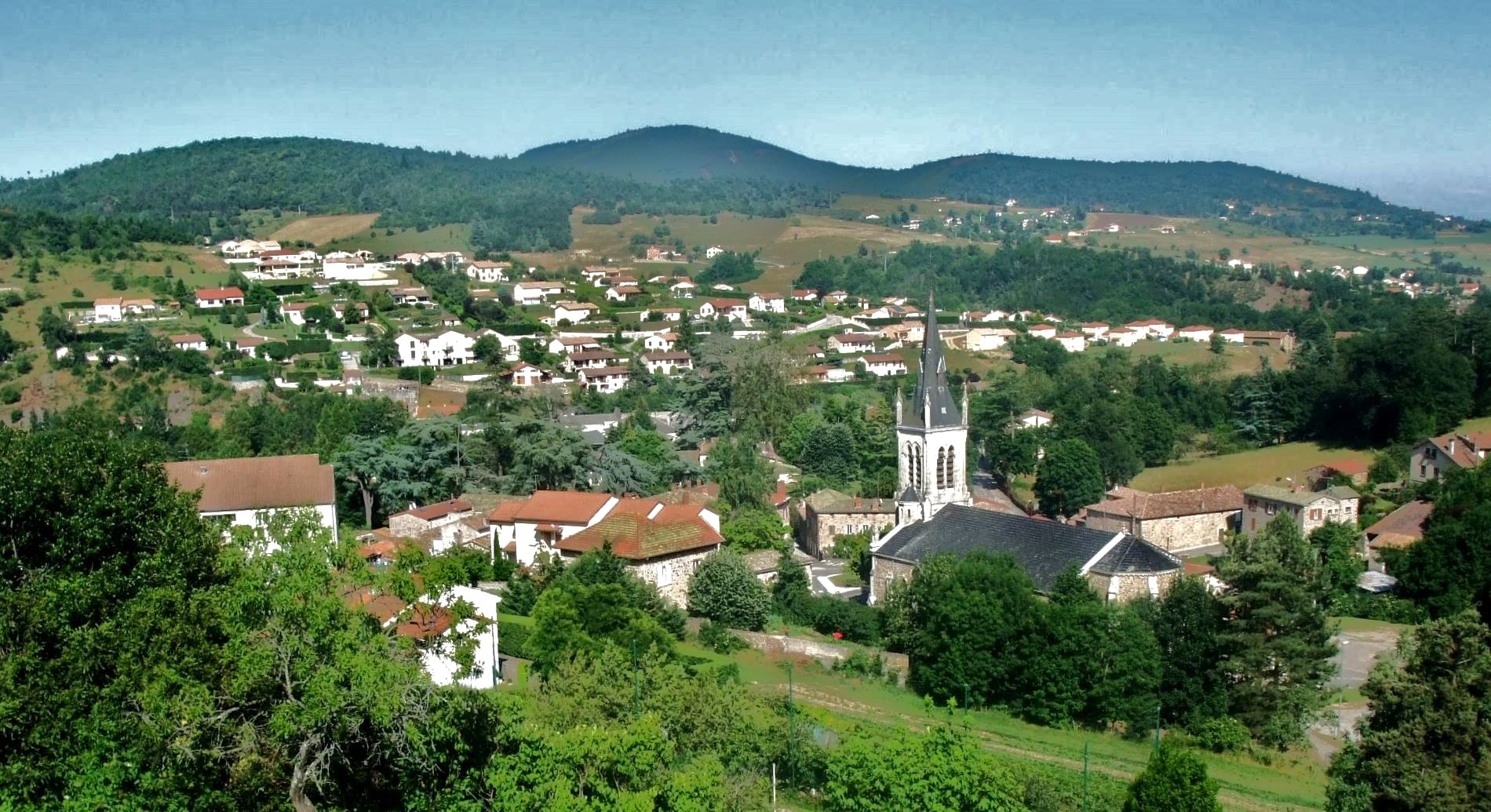
Saint-Marcel-lès-Annonay
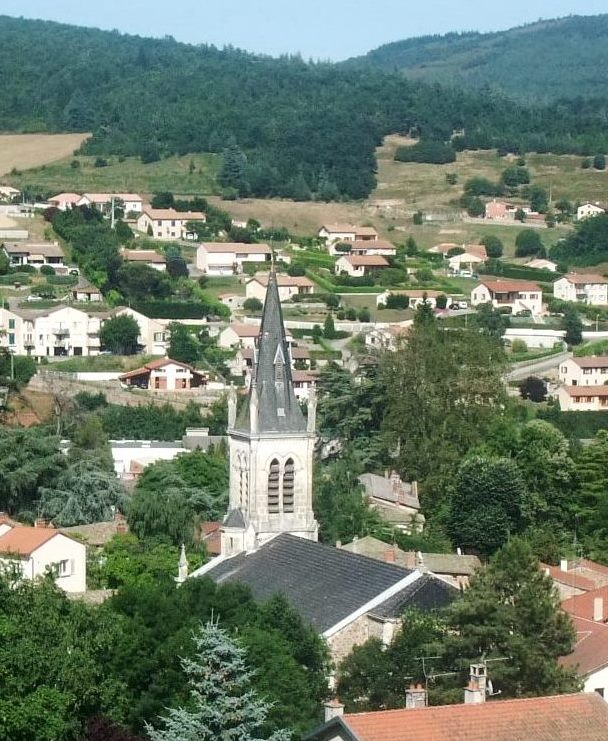
Saint-Marcel-lès-Annonay

## Geografie
De oppervlakte van Saint-Marcel-lès-Annonay bedroeg op 1 januari 2022 16,61 vierkante kilometer; de bevolkingsdichtheid was toen 83 inwoners per km².
De onderstaande kaart toont de ligging van Saint-Marcel-lès-Annonay met de belangrijkste infrastructuur en aangrenzende gemeenten.

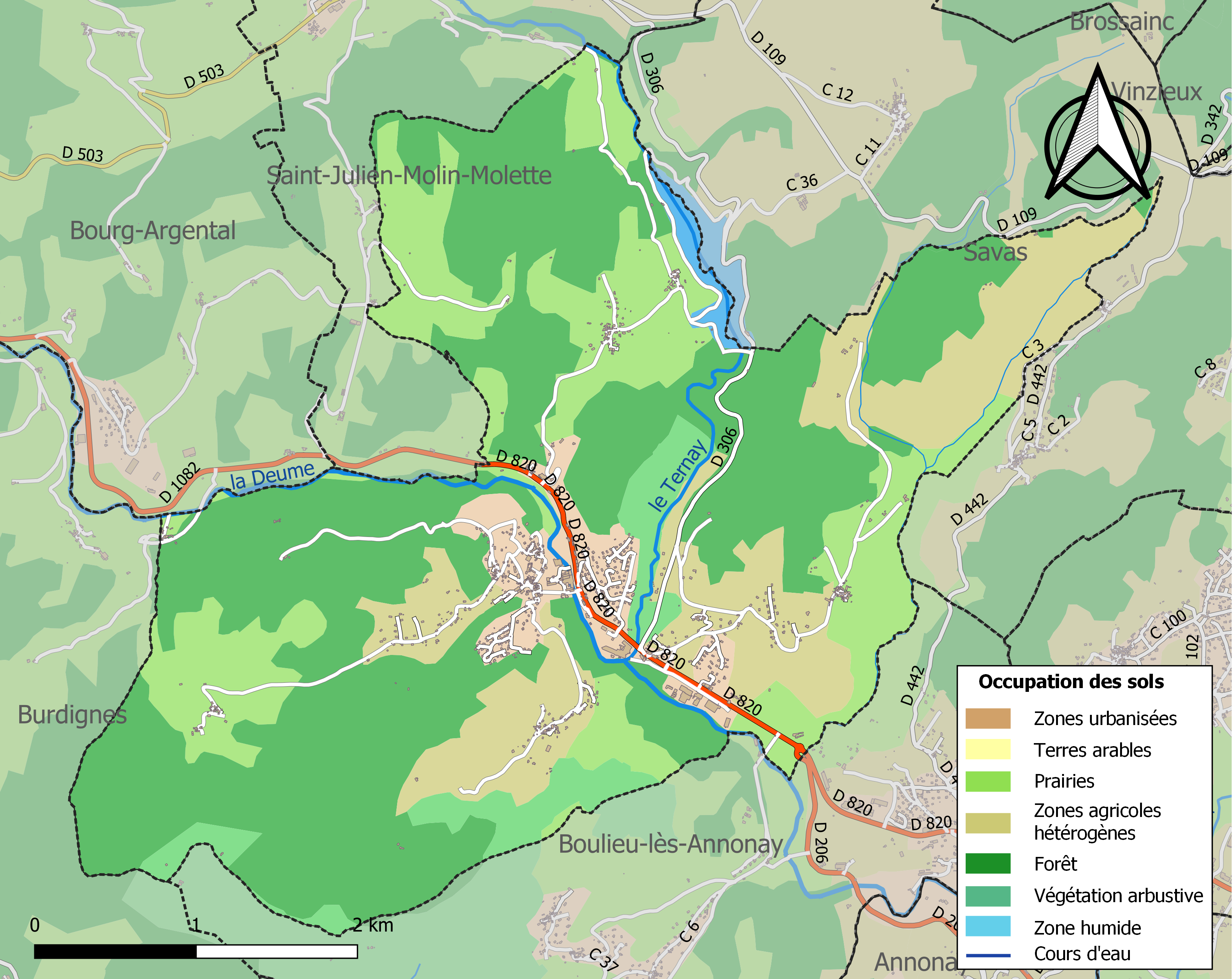

## Demografie
Onderstaande figuur toont het verloop van het inwonertal (bron: INSEE-tellingen).

Vanwege een beveiligingsprobleem met de MediaWiki Graph-software is het momenteel niet mogelijk deze grafiek weer te geven. Zodra de software is bijgewerkt zal de grafiek vanzelf weer zichtbaar worden.